# ブンシンノジュツ
『ブンシンノジュツ』は、2010年3月22日にリリースされたパスピエの1枚目の自主制作アルバム。

## 概要
500枚限定で2010年3月22日下北沢GARAGEで開催された自主企画ライブ「パスピエ presents 食後の余韻 vol.3 ～レコ発3マン～」にて初めて発売。
2010年6月21日からnauでの配信を開始したが、サイトの閉鎖に伴って現在は全形態で音源が入手困難な状態にある。
初代ドラムスの岸本篤志が参加した唯一の作品。
アルバムタイトルは大胡田の描いたジャケットイラストが分身しているように見えたことから名付けられた。

## 収録曲
| 全作詞: 大胡田“N”（大胡田なつき）、全作曲: 成瀬ユキオ（成田ハネダ）。 |                  |                           |                          |      |
| #                                                                     | タイトル         | 作詞                      | 作曲・編曲               | 時間 |
| 1.                                                                    | 「開花前線」     | 大胡田“N”（大胡田なつき） | 成瀬ユキオ（成田ハネダ） | 3:19 |
| 2.                                                                    | 「パピヨン」     | 大胡田“N”（大胡田なつき） | 成瀬ユキオ（成田ハネダ） | 4:10 |
| 3.                                                                    | 「日常ヒーロー」 | 大胡田“N”（大胡田なつき） | 成瀬ユキオ（成田ハネダ） | 4:18 |
| 4.                                                                    | 「らせん」       | 大胡田“N”（大胡田なつき） | 成瀬ユキオ（成田ハネダ） | 5:17 |
| 5.                                                                    | 「アンドロメダ」 | 大胡田“N”（大胡田なつき） | 成瀬ユキオ（成田ハネダ） | 3:49 |
| 合計時間:                                                             | 合計時間:        | 20:53                     |                          |      |

## 楽曲解説
1. 開花前線 
  - 2009年5月にレコーディングされ、パスピエ結成後に大胡田が初めて歌った曲[3][4]。
  - 印象主義音楽の要素を散りばめたポップロックを目指して制作された[5]。
  - 『わたし開花したわ』にリメイクが収録。
2. パピヨン 
  - 2009年10月にレコーディング。『わたし開花したわ』にリメイクが収録。
  - 成田がつけた仮タイトルから大胡田が作詞した[6]。
3. 日常ヒーロー
  - 2010年2月にレコーディング[7]。
4. らせん
  - 2010年2月にレコーディング。
5. アンドロメダ
  - 2009年10月にレコーディング。シングル『フィーバー』にリメイクが収録。

## クレジット
- 大胡田“N”（大胡田なつき）：ボーカル
- 成瀬ユキオ（成田ハネダ）：キーボード
- ミサワマサヒロ（三澤勝洸）：ギター
- 4492（露崎義邦）：ベース
- 岸本篤志：ドラムス